# Stokłosa

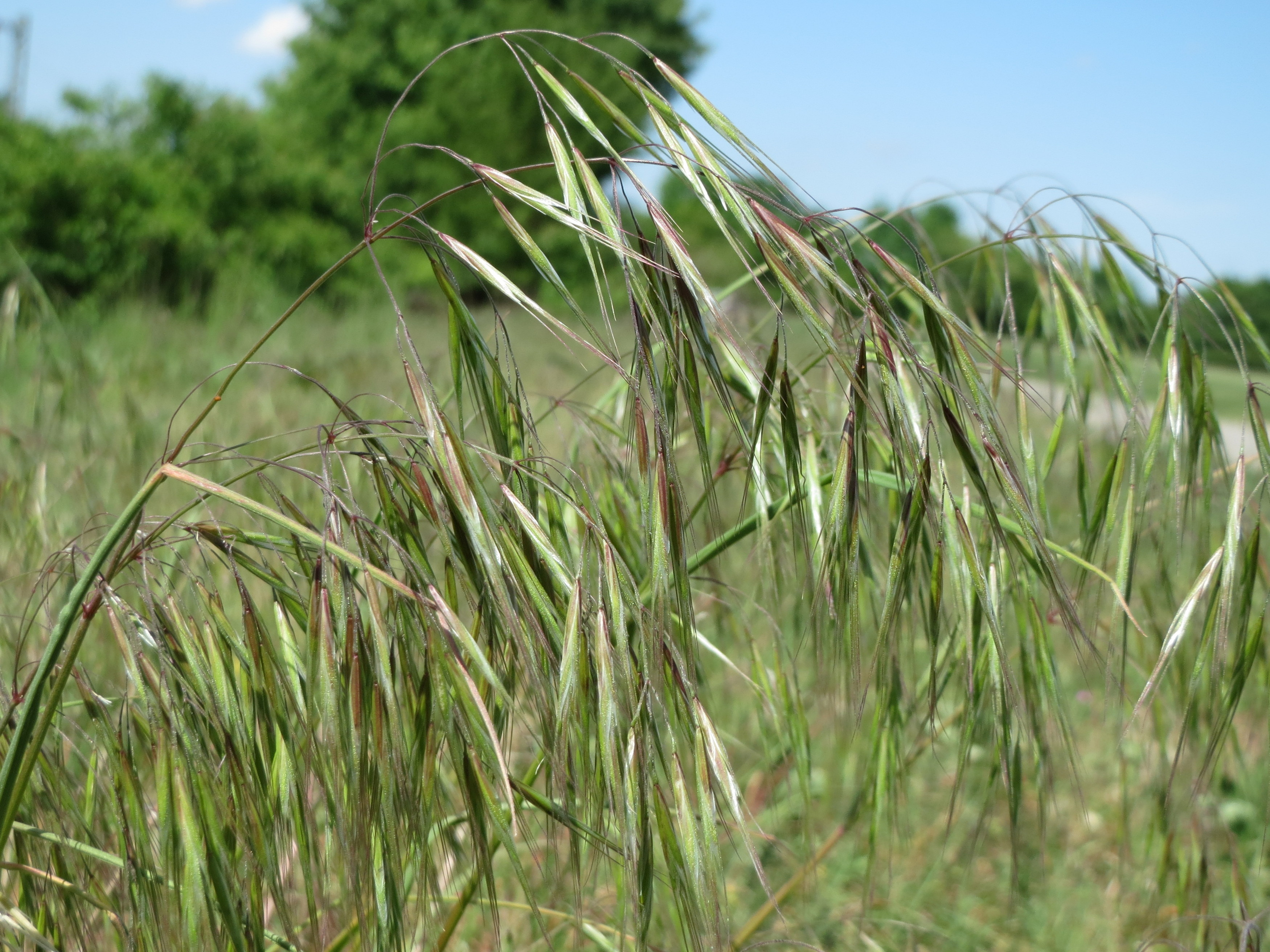
Stokłosa płonna

Stokłosa (Bromus L.) – rodzaj roślin należący do rodziny wiechlinowatych. Należą do niego 153 gatunki. Występują one głównie w strefie klimatu umiarkowanego półkuli północnej, w strefie międzyzwrotnikowej w górach.

## Rozmieszczenie geograficzne

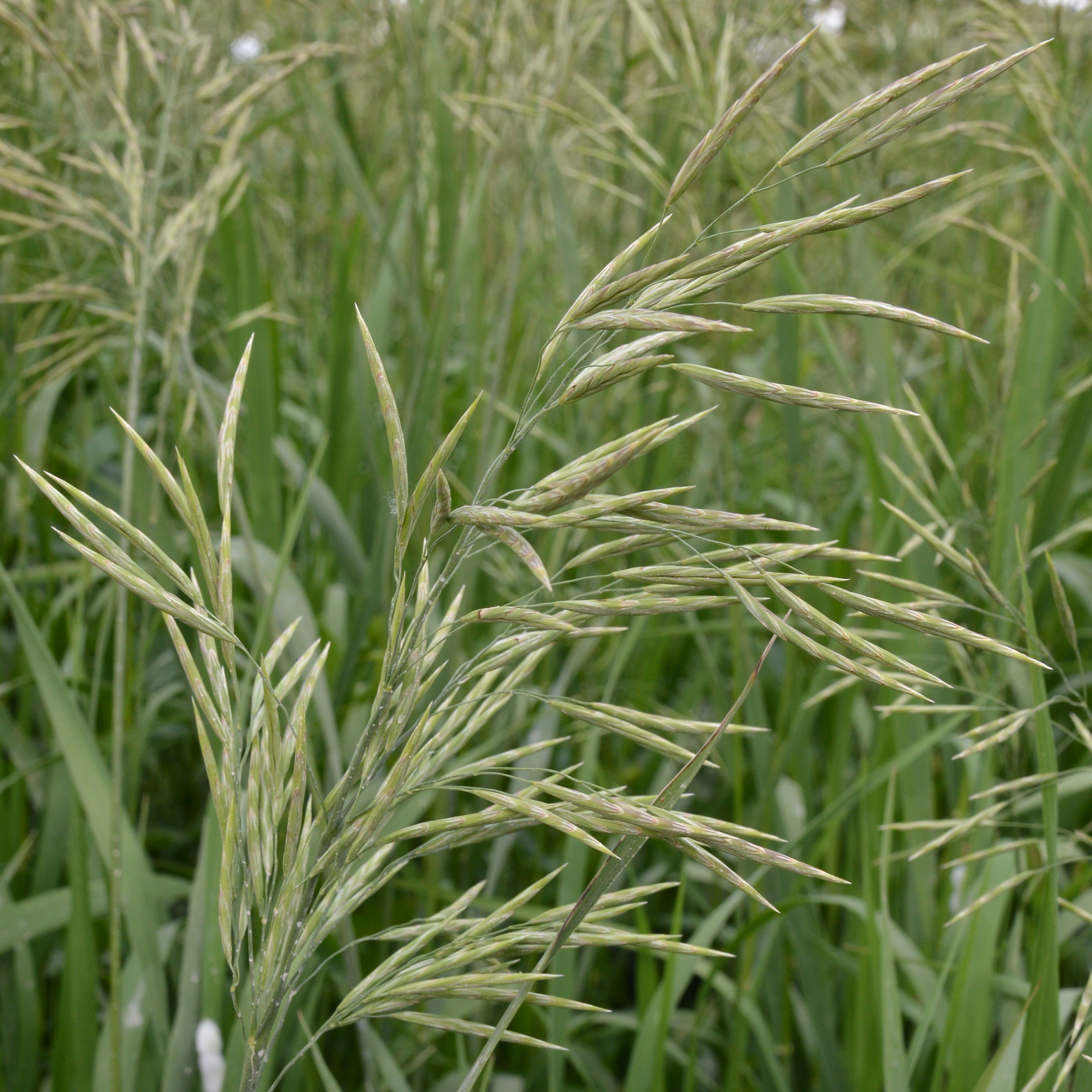
Stokłosa bezostna

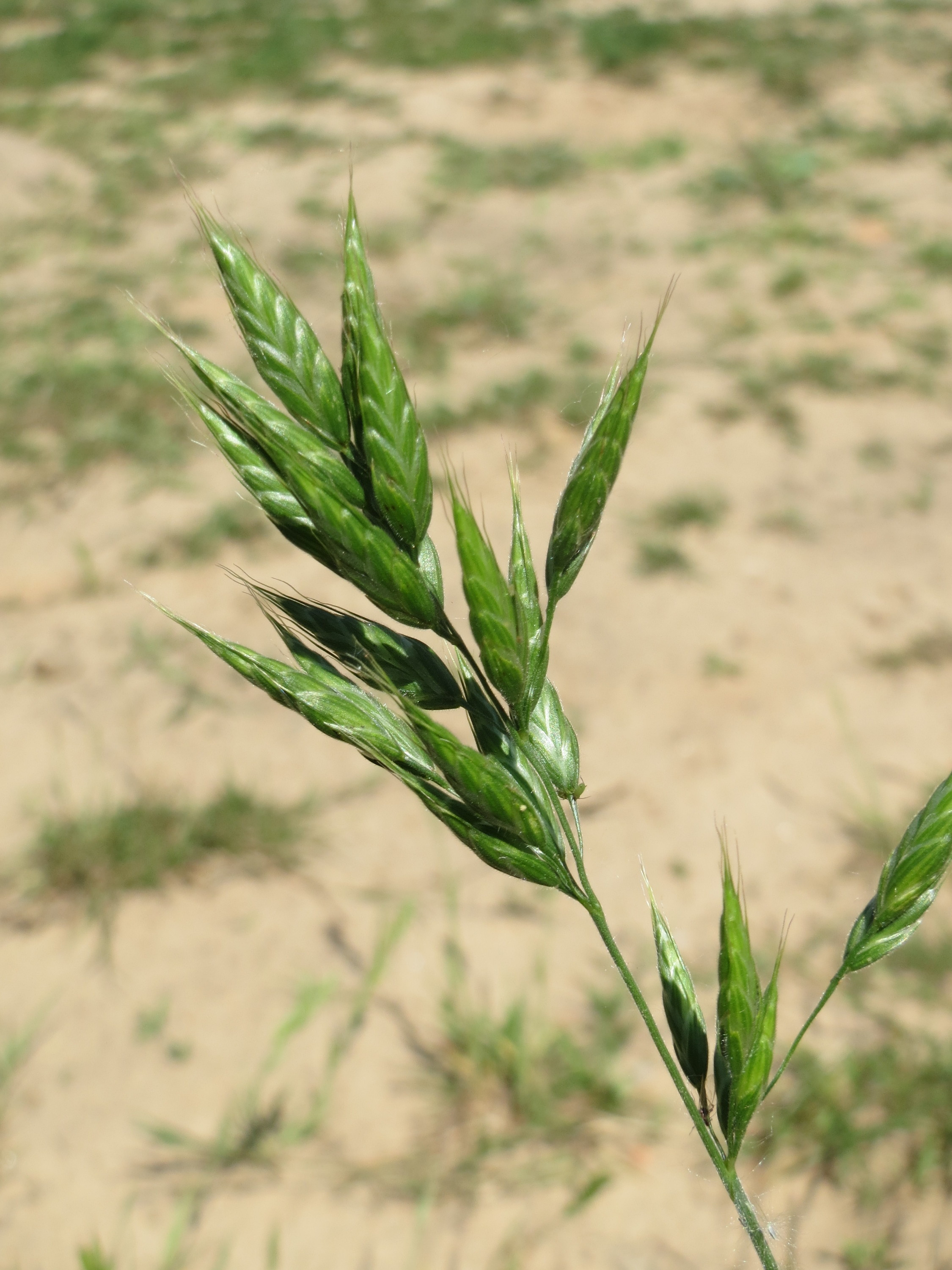
Stokłosa miękka

Rodzaj niemal o kosmopolitycznym zasięgu. Brak jego przedstawicieli tylko na terenach niżej położonych w strefie równikowej. Większość gatunków występuje na półkuli północnej. W Ameryce Północnej jest 28 gatunków rodzimych (niemal drugie tyle introdukowanych), w Chinach jest 55 gatunków rodzimych, w Europie – 37 gatunków. Z Polski podano 26 gatunków, z czego większość introdukowanych.
Gatunki flory Polski
- stokłosa Benekena (Bromus benekenii (Lange) Trimen)
- stokłosa bezostna (Bromus inermis Leyss.) – gatunek o niepewnym statusie
- stokłosa czerwonawa (Bromus rubens L.) – efemerofit
- stokłosa dachowa (Bromus tectorum L.) – antropofit zadomowiony
- stokłosa delikatna (Bromus lepidus Holmb.) – efemerofit
- stokłosa długooścista (Bromus lanceolatus Roth) – efemerofit
- stokłosa drżączkowata (Bromus briziformis Fisch. & C. A. Mey.) – efemerofit
- stokłosa gałęzista (Bromus ramosus Huds.)
- stokłosa groniasta (Bromus racemosus L.)
- stokłosa japońska (Bromus japonicus Thunb. ex Murr) – antropofit zadomowiony
- stokłosa krótkokłosa (Bromus brachystachys Hornung) – efemerofit
- stokłosa łuskowata (Bromus squarrosus L.) – antropofit zadomowiony
- stokłosa madrycka (Bromus madritensis L.) – efemerofit
- stokłosa mieszańcowa (Bromus ×pseudothominii P. M. Sm.)
- stokłosa miękka (Bromus hordeaceus L.)
- stokłosa miotłowa (Bromus scoparius L.) – efemerofit
- stokłosa obiedkowata, s. uniolowata (Bromus willdenowii Kunth) – antropofit zadomowiony
- stokłosa płonna (Bromus sterilis L.) – antropofit zadomowiony
- stokłosa polna (Bromus arvensis L.) – antropofit zadomowiony
- stokłosa pośrednia (Bromus intermedius Guss.) – efemerofit
- stokłosa prosta (Bromus erectus Huds.)
- stokłosa spłaszczona, s. łódkowata (Bromus carinatus Hook. & Arn.) – antropofit zadomowiony
- stokłosa sztywna (Bromus rigidus Roth) – efemerofit
- stokłosa wielokwiatowa (Bromus grossus Desf. ex DC.) – efemerofit
- stokłosa zmieniona (Bromus commutatus Schrad.)
- stokłosa żytnia, s. kostrzeba (Bromus secalinus L.) – antropofit zadomowiony

## Systematyka
Pozycja systematyczna
Rodzaj należący do rodziny wiechlinowatych (Poaceae). W obrębie rodziny należy do podrodziny wiechlinowe (Pooideae), plemienia Bromeae.
Wykaz gatunków
- Bromus aegyptiacus Tausch
- Bromus alopecuros Poir. – stokłosa wyczyńcowata
- Bromus andringitrensis A.Camus
- Bromus anomalus Rupr. ex E.Fourn. – stokłosa odmienna
- Bromus araucanus Phil.
- Bromus arenarius Labill.
- Bromus aristatus (K.Koch) Steud.
- Bromus arizonicus (Shear) Stebbins
- Bromus armenus Boiss.
- Bromus arrhenatheroides Baker
- Bromus arvensis L. – stokłosa polna
- Bromus attenuatus Swallen
- Bromus auleticus Trin. ex Nees
- Bromus ayacuchensis Saarela & P.M.Peterson
- Bromus benekenii (Lange) Trimen – stokłosa Benekena
- Bromus berteroanus Colla
- Bromus biebersteinii Roem. & Schult.
- Bromus bikfayensis A.Camus & Gomb.
- Bromus × bolzeanus H.Scholz
- Bromus bonariensis Parodi & J.H.Camara
- Bromus borianus H.Scholz
- Bromus brachyantherus Döll
- Bromus brachystachys Hornung – stokłosa krótkokłosa
- Bromus × brevieri Chass.
- Bromus brevis Steud.
- Bromus briziformis Fisch. & C.A.Mey. – stokłosa drżączkowata
- Bromus bromoideus (Lej.) Crép.
- Bromus cabrerensis C.Acedo & Llamas
- Bromus carinatus Hook. & Arn. – stokłosa spłaszczona
- Bromus catharticus Vahl – stokłosa obiedkowata
- Bromus cebadilla Steud.
- Bromus ceramicus Ohwi
- Bromus chrysopogon Viv.
- Bromus ciliatus L. – stokłosa orzęsiona
- Bromus coloratus Steud.
- Bromus × commutatojaponicus Nyár.
- Bromus commutatus Schrad. – stokłosa zmieniona
- Bromus confinis Nees ex Steud.
- Bromus danthoniae Trin.
- Bromus densus Swallen
- Bromus diandrus Roth
- Bromus dolichocarpus Wagnon
- Bromus × eburonensis (Nyman) K.Richt.
- Bromus elidis H.Scholz
- Bromus epilis Keng f.
- Bromus erectus Huds. – stokłosa prosta
- Bromus exaltatus Bernh.
- Bromus fasciculatus C.Presl
- Bromus × ferronii Mabille
- Bromus firmior (Nees) Stapf
- Bromus × fischeri Cugnac & A.Camus
- Bromus flexuosus Planchuelo
- Bromus formosanus Honda
- Bromus frigidus Boiss. & Hausskn.
- Bromus frondosus (Shear) Wooton & Standl.
- Bromus gedrosianus Pénzes
- Bromus gracillimus Bunge
- Bromus × granatensis A.Camus
- Bromus grandis (Shear) Hitchc.
- Bromus grossus Desf. ex DC. – stokłosa wielokwiatowa
- Bromus × guetrotii A.Camus
- Bromus gunckelii Matthei
- Bromus × hannoverianus K.Richt.
- Bromus haussknechtii Boiss.
- Bromus himalaicus Stapf
- Bromus hordeaceus L. – stokłosa miękka
- Bromus × husnotii A.Camus
- Bromus induratus Hausskn. & Bornm.
- Bromus inermis Leyss. – stokłosa bezostna
- Bromus insignis Buse
- Bromus intermedius Guss. – stokłosa pośrednia
- Bromus interruptus (Hack.) Druce
- Bromus japonicus Houtt. – stokłosa japońska
- Bromus kalmii A.Gray
- Bromus koeieanus Melderis
- Bromus kopetdagensis Drobow
- Bromus × laagei Cugnac & A.Camus
- Bromus laevipes Shear
- Bromus lanatipes (Shear) Rydb.
- Bromus lanatus Kunth
- Bromus lanceolatus Roth – stokłosa długooścista
- Bromus latiglumis (Shear) Hitchc. – stokłosa szerokoplewowa
- Bromus lepidus Holmb. – stokłosa delikatna
- Bromus leptoclados Nees
- Bromus lithobius Trin.
- Bromus × litvinovii Roshev. ex Nevski
- Bromus macrocladus Boiss.
- Bromus madritensis L. – stokłosa madrycka
- Bromus magnus Keng
- Bromus mairei Hack. ex Hand.-Mazz.
- Bromus mango É.Desv.
- Bromus marginatus Nees ex Steud. – stokłosa obrzeżona
- Bromus maritimus (Piper) Hitchc.
- Bromus maroccanus Pau & Font Quer
- Bromus modestus Renvoize
- Bromus moellendorffianus (Asch. & Graebn.) Hayek
- Bromus moesiacus Velen.
- Bromus moeszii Pénzes
- Bromus morrisonensis Honda
- Bromus musadoghanii Yild.
- Bromus natalensis Stapf
- Bromus nepalensis Melderis
- Bromus nervosus C.Acedo & Llamas
- Bromus nottowayanus Fernald
- Bromus orcuttianus Vasey
- Bromus oxyodon Schrenk
- Bromus pacificus Shear – stokłosa pacyficzna
- Bromus pannonicus Kumm. & Sendtn. – stokłosa pannońska
- Bromus parodii Covas & Itria
- Bromus paulsenii Hack.
- Bromus pectinatus Thunb.
- Bromus pellitus Hack.
- Bromus picoeuropeanus Acedo & Llamas
- Bromus pinetorum Swallen
- Bromus pitensis Kunth
- Bromus plurinodis Keng
- Bromus polyanthus Scribn. ex Shear
- Bromus porphyranthos Cope
- Bromus porteri (Coult.) Nash
- Bromus psammophilus P.M.Sm.
- Bromus pseudobrachystachys H.Scholz
- Bromus pseudolaevipes Wagnon
- Bromus pseudoramosus Keng f. ex L.Liu
- Bromus pseudosecalinus P.M.Sm.
- Bromus pubescens Muhl. ex Willd.
- Bromus pulchellus Fig. & De Not.
- Bromus pumilio (Trin.) P.M.Sm.
- Bromus pumpellianus Scribn. – stokłosa syberyjska
- Bromus racemosus L. – stokłosa groniasta
- Bromus ramosus Huds. – stokłosa gałęzista
- Bromus remotiflorus (Steud.) Ohwi
- Bromus richardsonii Link
- Bromus rigidus Roth – stokłosa sztywna
- Bromus riparius Rehmann
- Bromus × robustus H.Scholz
- Bromus × rosettiae A.Camus
- Bromus rubens L. – stokłosa czerwonawa
- Bromus salangensis Naderi
- Bromus sclerophyllus Boiss.
- Bromus scoparius L. – stokłosa miotlasta
- Bromus scopulorum Chase
- Bromus secalinus L. – stokłosa żytnia
- Bromus segetum Kunth
- Bromus × segoviensis A.Camus
- Bromus setifolius J.Presl
- Bromus sewerzowii Regel – stokłosa Sewerzowa
- Bromus sinensis Keng f.
- Bromus sipyleus Boiss.
- Bromus sitchensis Trin.
- Bromus speciosus Nees
- Bromus squarrosus L. – stokłosa szorstka
- Bromus staintonii Melderis
- Bromus stenostachyus Boiss.
- Bromus sterilis L. – stokłosa płonna
- Bromus striatus Hitchc.
- Bromus suksdorfii Vasey
- Bromus sundaicus Ohwi
- Bromus syriacus Boiss. & C.I.Blanche
- Bromus tectorum L. – stokłosa dachowa
- Bromus texensis (Shear) Hitchc.
- Bromus timorensis Veldkamp
- Bromus tomentellus Boiss. – stokłosa kutnerowata
- Bromus tomentosus Trin.
- Bromus tunicatus Phil.
- Bromus tyttholepis (Nevski) Nevski
- Bromus variegatus M.Bieb.
- Bromus villosissimus Hitchc.
- Bromus vulgaris (Hook.) Shear